# 格森海姆
格森海姆是德国巴伐利亚州的一个市镇。总面积11.50平方公里，总人口1238人，其中男性623人，女性615人（2011年12月31日），人口密度108人/平方公里。